# Antoine Agudio
Antoine Marcus Agudio (Huntington Station, Nueva York, 20 de enero de 1985) en un exjugador de baloncesto estadounidense que disputó ocho temporadas como profesional. Con 1,91 de estatura, su puesto natural en la cancha es el de escolta.

## Trayectoria deportiva

### High school
Agudio asistió a Walt Whitman High School en Huntington Station, Nueva York. En su año júnior en 2001-02, promedió 22 puntos por partido, y en su último año en 2002-03, promedió 24.9 puntos por partido, ganando honores All-Long Island ambos años y un par de campeonatos de Long Island. También fue nombrado en el primer equipo All-Nueva York en su último año.

### Universidad
Después de un redshirting en la temporada 2003-04 debido a una fractura en la mano, Agudio fue titular en los 30 partidos en 2004-05, convirtiéndose en el primer Hofstra en comenzar cada partido desde Speedy Claxton en 1996-97. Luego pasó a ser nombrado en 2005 Novato de la Colonial Athletic Association (CAA) del Año. También fue nombrado en el equipo de la AAC de Novatos, All-CAA tercer equipo y equipo del Torneo AAC. Promedió 15.1 puntos, 3.2 rebotes y 2.4 asistencias por partido.
En su segunda temporada, se convirtió en el primer estudiante de segundo año en la historia de la escuela en alcanzar los 1.000 puntos en el triunfo ante el Saint Joseph's. Fue nombrado en el segundo equipo All-CAA y segundo equipo All-NABC Distrito. En 33 partidos (todos como titular), promedió 17.2 puntos, 2.9 rebotes y 2.7 asistencias por partido.
En su temporada como júnior, fue nombrado en el primer equipo All-CAA y primer equipo All-NABC Distrito. También fue nombrado el Jugador Más Valioso de la fiesta del festival Aeropostale. En 32 partidos (todos como titular), promedió 20.2 puntos, 4.0 rebotes y 2.6 asistencias por partido.
En su último año, fue nombrado en el primer equipo All-CAA y primer equipo All-NABC Distrito por segundo año consecutivo. En 27 partidos, promedió 22.7 puntos, 3.9 rebotes y 2.9 asistencias por partido.

### Profesional
Agudio no fue seleccionado en el draft de la NBA de 2008. Más tarde firmó con Banvit B.K. de Turquía para la temporada 2008-09. En diciembre de 2008, dejó Banvit después de 16 partidos.
El 29 de enero de 2009, fue adquirido por los Albuquerque Thunderbirds de la NBA D-League.
En noviembre de 2009, Agudio fue readquirido por los Albuquerque Thunderbirds. En 2009-10, jugó 50 partidos (43 como titular), promediando 15.1 puntos en.463 de los tiros (.463 desde la línea de tres puntos), 2.5 rebotes, 2.8 asistencias y 1.0 robo en 32,1 minutos por partido.
En julio de 2010, Agudio se unió a los Milwaukee Bucks para la Liga de Verano de la NBA. En agosto de 2010, firmó con el VOO Verviers-Pepinster de Bélgica para la temporada 2010-11. El 10 de febrero de 2011, se separó de VOO Verviers-Pepinster después de 15 partidos.
Desde diciembre de 2011 hasta la actualidad ha estado firmando contratos con los Canton Charge de la NBA D-League.